# Beamud
Beamud település Spanyolországban, Cuenca tartományban. Beamud Cuenca és Valdemoro-Sierra községekkel határos. Lakosainak száma 48 fő (2024).

## Népesség
A település lakosságának változását az alábbi diagram mutatja:
| Lakosok száma | 102  | 101  | 88   | 73   | 67   | 48   | 51   | 37   | 38   | 48   |
|               | 2001 | 2004 | 2006 | 2009 | 2011 | 2014 | 2016 | 2019 | 2021 | 2024 |